# 魚袋
鱼袋是中國、日本、朝鮮、越南一種官員配飾。它始于唐朝，按《宋史·舆服志》：“其制自唐始，盖以为符契也。其始曰鱼符...因盛以袋，故曰鱼袋”。魚袋在中國至明朝時廢除，在朝鮮始於新羅，歷經高麗王朝，至朝鮮王朝時廢除，在越南則出現在李朝、陳朝。在日本，至今仍用於一些宮廷或皇室相關儀式，如日本天皇即位及賀茂祭等，儀式人員穿著束帶時會佩魚袋。

## 歷史

### 中國

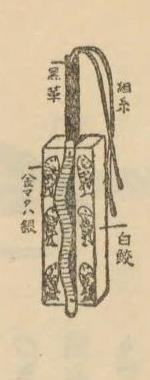
魚袋

按《事物纪原·鱼袋》記載，魚袋制度其實可以追溯到夏商周三代，張岱在《夜航船·日用部》中說即是將鱼符放在皮革袋子（古稱“韋”）裏，曹魏時改爲龜形，到了唐高宗时才成爲鱼形，用絲製袋子。其制為：“三品以上，其饰金，五品以上，其饰银”。如《唐会要》說在高宗咸亨三年五月三日，“始令京官四品、五品职事佩银鱼”。其作用主要是在官员出入宫门时驗證其身份。武則天時曾改回原來的龜形，但旋即又恢復魚形。如久视元年十月十三曾定三品以上用金，四品用银，五品用铜。神龍初年時不限品軼，“赐紫（紫色服飾）则给金鱼，赐绯（緋色服飾）则给银鱼”。
宋朝基本沿襲唐朝制度，但也有創新，如宋仁宗又加用玉制，宋神宗時曾賜予岐、嘉二王玉鱼及玉带。《懒真子》的説法是宋朝的魚袋其實只是一個魚形的袋子，内已無魚符：“唐人用袋盛此魚，今人乃以魚為袋之飾，非古制也。”

### 日本
日本於奈良時代引進唐代服飾制度，至平安時代初期亦參照唐代官服制度，以魚袋作為朝服配件之一，規定親王、諸王、公卿（品秩為三位以上）佩金魚袋，殿上人（品秩為四、五位）佩銀魚袋，用作標識身份，袋子用與位袍（官服）材質、顏色相同的絲綢製成。後來失去了標識身份的功能，變成官員在新嘗祭、節會等宮中重大場合、儀式配襯束帶的一種威儀具。後來又出現鍍金、鍍銀魚符，現代儀式所用的魚符是在一塊以鮫魚皮包裹的木材上鑲上金屬魚。

### 朝鮮
朝鮮魚袋制度始見於三國時代的高句麗，由於史料不足，實際情況不明。新羅於統一新羅末期開始定立魚袋制度。
高麗時代模仿宋朝官服制度制定各級官員服飾。鱼袋制度自仁宗時期实施，分为金、银兩種鱼袋。毅宗時公服制度完備，規定文官四品以上佩金魚袋，常參六品以上佩銀魚袋，獲國王特賜者則例外。都護牧、判官、知州以上皆帶魚袋，材質按照本身品秩而定。朝鮮王朝初期沿用高麗制度，官服佩魚袋，世宗時期廢除。

### 越南
越南魚袋制度始見於李朝，《歷朝憲章類誌·禮儀志》記載，李朝仿效宋朝章服制度，賜緋魚袋、金魚袋予官員。南宋周去非的《嶺外代答》也提到李朝使者「來投文書也，紫袍象筍，趨拜雍容。使者之來，文武官皆紫袍、紅鞓、通犀帶、無魚。自貢象之後，李邦正再使來欽，乃加金魚，甚長大...」。陳朝沿襲李朝制度，有不少文獻記載當時官員獲賜緋魚袋和紫金魚袋；黎利在後陳朝時曾經被賜金魚袋，稱帝他也向歸順的土司賜予金魚袋，惟此後再無記載。